# Basílica São Sebastião (Carutapera)
A Basílica de São Sebastião é uma igreja situada em Carutapera, município do estado brasileiro do Maranhão. É a primeira Basílica Menor do Maranhão.

## História
A Basílica Menor de São Sebastião recebeu esse título em reconhecimento à sua singular arquitetura, além de sua importância histórica e missionária para a Igreja no estado do Maranhão. O templo foi erguido na década de 40, em uma região isolada em meio às reentrâncias maranhenses e suas imensas florestas de manguezais. A sua construção foi marcada pelo forte envolvimento popular e pela visão e inteligência de seu primeiro pároco, padre Augusto Mozzet que superou, principalmente, obstáculos de logística, por se tratar na época de uma vila de pescadores e agricultores, sem qualquer comunicação rodoviária com o restante do país. Todo o material de construção da igreja foi transportado por via marítima, em embarcações artesanais, que enfrentavam o perigoso e recortado litoral maranhense em viagens que duravam dias.
O título honorifico concedido pela Santa Sé culmina com as revitalizações que a igreja passou nos últimos anos: reforma do piso, pintura, troca do mobiliário, altar e mesa da palavra. A Paróquia de Carutapera e a Diocese Zé Doca vêm há mais de um ano trabalhando conjuntamente em prol deste ideal, uma vez que uma Basílica na região amazônica é um sinal de benção e graça, não só para o povo de Carutapera, mas para todo o estado do Maranhão.
Em dezembro de 2020, a igreja completou 60 anos de consagração. Como parte da programação, foram recordados os momentos históricos da construção, com destaque ao primeiro pároco da cidade, padre Augusto Mozzet, bem como as intensas campanhas de arrecadação com a comunidade, as dificuldades da época como ausência de estradas, mão de obra e comunicação.